# ОШ Владимир Букилић Туларе
ОШ „Владимир Букилић” у насељу Туларе, једна је од установа основног образовања на територији општине Медвеђа.
Школа носи име по Владимиру Букилићу, учеснику Народноослободилачке борбе и народном хероју Југославије.
Поред матичне школе постоје и издвојена одељења у насељима Медевце, Мркоње, Богуновац и Чокотину. Наставу похађа око 40 ученика.